# Aphis spiraecola
Aphis spiraecola är en insektsart som beskrevs av Patch 1914. Aphis spiraecola ingår i släktet Aphis och familjen långrörsbladlöss. Inga underarter finns listade i Catalogue of Life.